# برزه (وسیله آشپزی)
برزه یکی از وسایلی بوده‌است که در قدیم برای پخت نان‌های محلی در جنوب ایران از آن استفاده می‌شده‌است. برزه، دارای شکلی دایره مانند بود که ارتفاع آن به حدود ۴۰ سانتیمتر می‌رسید و برای ساخت آن، ترکیبی از گِل شنا (گلی که درنخلستان‌ها یافت می‌شده) دُس (سفال خرد شده که از خرد کردن ظروف سفالی تهیه می‌شده) کمی نمک و نیز مقداری سِنگ (سبوس) آرد گندم ساخته می‌شده‌است. برزه دو دهانه داشت: دهانهٔ بالایی به اسم «دُمَک» که برای خارج شدن دود تعبیه شده بود و دهانهٔ پایین به نام «تیتخ» که جهت قرار دادن هیزم از آن استفاده می‌شده‌است. معمولاً برزه قسمتی از تاقچه مانند با نام «بالک» داشت که در آن روغن و مهوه می‌گذاشتند. البته از گرمای حاصل از بالای دمک برای پختن غذا استفاده می‌کردند.